# Котипоран
Котипоран (порт. Cotiporã)  —  муниципалитет в Бразилии, входит в штат Риу-Гранди-ду-Сул. Составная часть мезорегиона Северо-восток штата Риу-Гранди-ду-Сул. Входит в экономико-статистический  микрорегион Кашиас-ду-Сул. Население составляет 4577 человек на 2007 год. Занимает площадь 183,3 км². Плотность населения — 23,5 чел./км².

## История
Город основан 12 мая 1982 года. 

## Статистика
- Валовой внутренний продукт на 2003 составляет 50.147.531,00 реалов (данные: Бразильский институт географии и статистики).
- Валовой внутренний продукт на душу населения на 2003 составляет 12.330,35 реалов (данные: Бразильский институт географии и статистики).
- Индекс развития человеческого потенциала на 2000 составляет 0,820 (данные: Программа развития ООН).

## География
Климат местности: субтропический.